# Gouvernement Dionne I
Aminata Touré Mahammed Dionne II
Le gouvernement Dionne est le gouvernement de la république du Sénégal dirigé par le Premier ministre Mahammed Boun Abdallah Dionne du 6 juillet 2014 au 5 septembre 2017. Il s'agit du troisième gouvernement de la présidence de Macky Sall.
Il est composé de 39 membres, dont 30 ministres, 3 ministres délégués et 6 secrétaires d'État, alors que le précédent gouvernement comptait 32 membres. 7 femmes font partie du gouvernement.
Le 22 juin 2015, un remaniement intervient : Omar Youm quitte le gouvernement, pour devenir directeur de cabinet du président de la République, et est remplacé au ministère de la Gouvernance locale, du Développement et de l’Aménagement du territoire par Abdoulaye Diouf Sarr, qui laisse son portefeuille de l'énergie à Thierno Alassane Sall, ancien ministre des Infrastructures, du Transport terrestre et du Désenclavement dans les gouvernements Mbaye et Touré.
Le gouvernement démissionne le 5 septembre 2017, pour laisser place au Gouvernement Dionne II le 7 septembre.

## Composition au 22 juin 2015
- Awa Marie Coll Seck, ministre de la Santé et de l’Action sociale
- Augustin Tine, ministre des Forces armées
- Abdoulaye Daouda Diallo, ministre de l’Intérieur et de la Sécurité publique
- Sidiki Kaba, garde des Sceaux, ministre de la Justice
- Mankeur Ndiaye, ministre des Affaires étrangères et des Sénégalais de l’extérieur
- Amadou Ba, ministre de l’Économie et des Finances
- Papa Abdoulaye Seck, ministre de l’Agriculture et de l’Équipement rural
- Mariama Sarr, ministre de la Femme, de la Famille et de l’Enfance
- Diène Farba Sarr, ministre du Renouveau urbain, de l'Habitat et du Cadre de vie
- Thierno Alassane Sall, ministre de l’Énergie et du Développement des énergies renouvelables ;
- Mansour Faye, ministre de l’Hydraulique et de l’Assainissement
- Aly Ngouille Ndiaye, ministre de l’Industrie et des Mines
- Mansour Elimane Kane, ministre des Infrastructures, du Transport terrestre et du Désenclavement
- Abdoulaye Bibi Baldé, ministre de l’Environnement et du Développement durable
- Mary Teuw Niane, ministre de l’Enseignement supérieur et de la Recherche
- Serigne Mbaye Thiam, ministre de l’Éducation nationale
- Alioune Sarr, ministre du Commerce, du Secteur informel, de la Consommation, de la Promotion des produits locaux et des PME
- Oumar Guèye, ministre de la Pêche et de l'Économie maritime
- Yaya Abdoul Kane, ministre de la Poste et des Télécommunications
- Aminata Mbengue Ndiaye, ministre de l’Élevage et des Productions animales
- Abdoulaye Diouf Sarr, ministre de la Gouvernance locale, du Développement et de l’Aménagement du territoire ;
- Khoudia Mbaye, ministre de la Promotion des investissements, des Partenariats et du Développement des téléservices de l’État
- Mbagnick Ndiaye, ministre de la Culture et de la Communication
- Mansour Sy, ministre du Travail, du Dialogue social, des Organisations professionnelles et des Relations avec les institutions
- Maimouna Ndoye Seck, ministre du Tourisme et des Transports aériens
- Mamadou Talla, ministre de la Formation professionnelle, de l’Apprentissage et de l’Artisanat
- Mame Mbaye Niang, ministre de la Jeunesse, de l’Emploi et de la construction citoyenne
- Matar Bâ, ministre des Sports
- Viviane Laure Elisabeth Bampassy, ministre de la Fonction publique, de la Rationalisation des effectifs et du Renouveau du service public
- Khadim Diop, ministre de l’Intégration africaine, du NEPAD et de la Promotion de la bonne gouvernance
  - Birima Mangara, ministre délégué auprès du ministre de l'Économie, des Finances et du Plan, chargé du Budget
  - Moustapha Diop, ministre délégué auprès de la ministre de la Femme, de la Famille et de l’Enfance, chargé de la Micro-finance et de l’Économie solidaire
  - Fatou Tambédou, ministre déléguée auprès du ministre du Renouveau urbain, de l’Habitat et du Cadre de vie, chargée de la Restructuration et de la Requalification des banlieues
    - Souleymane Jules Diop, secrétaire d’État auprès du premier ministre chargé du suivi du Programme d'Urgence du Développement Communautaire (PUDC).
    - Moustapha Lo Diatta, secrétaire d’État à l’Accompagnement et à la Mutualisation des organisations paysannes
    - Diène Faye, secrétaire d’État à l’Hydraulique rurale
    - Yakham Mbaye, secrétaire d’État à la Communication
    - Abdou Ndéné Sall, secrétaire d’État au Réseau ferroviaire national
    - Youssou Toure, secrétaire d’État à l’Alphabétisation et à la Promotion des langues nationales

## Composition au 6 juillet 2014
- Awa Marie Coll Seck, ministre de la Santé et de l’Action sociale
- Augustin Tine, ministre des Forces armées
- Abdoulaye Daouda Diallo, ministre de l’Intérieur et de la Sécurité publique
- Sidiki Kaba, garde des Sceaux, ministre de la Justice
- Mankeur Ndiaye, ministre des Affaires étrangères et des Sénégalais de l’extérieur
- Amadou Ba, ministre de l’Économie et des Finances
- Papa Abdoulaye Seck, ministre de l’Agriculture et de l’Équipement rural
- Mariama Sarr, ministre de la Femme, de la Famille et de l’Enfance
- Diène Farba Sarr, ministre du Renouveau urbain, de l'Habitat et du Cadre de vie
- Omar Youm, ministre de la Gouvernance locale, du Développement et de l’Aménagement du territoire, porte-parole du gouvernement
- Mansour Faye, ministre de l’Hydraulique et de l’Assainissement
- Aly Ngouille Ndiaye, ministre de l’Industrie et des Mines
- Mansour Elimane Kane, ministre des Infrastructures, du Transport terrestre et du Désenclavement
- Abdoulaye Bibi Baldé, ministre de l’Environnement et du Développement durable
- Mary Teuw Niane, ministre de l’Enseignement supérieur et de la Recherche
- Serigne Mbaye Thiam, ministre de l’Éducation nationale
- Alioune Sarr, ministre du Commerce, du Secteur informel, de la Consommation, de la Promotion des produits locaux et des PME
- Oumar Guèye, ministre de la Pêche et de l'Économie maritime
- Yaya Abdoul Kane, ministre de la Poste et des Télécommunications
- Aminata Mbengue Ndiaye, ministre de l’Élevage et des Productions animales
- Abdoulaye Diouf Sarr, ministre du Tourisme et des Transports aériens
- Khoudia Mbaye, ministre de la Promotion des investissements, des Partenariats et du Développement des téléservices de l’État
- Mbagnick Ndiaye, ministre de la Culture et de la Communication
- Mansour Sy, ministre du Travail, du Dialogue social, des Organisations professionnelles et des Relations avec les institutions
- Maimouna Ndoye Seck, ministre de l’Énergie et du Développement des énergies renouvelables
- Mamadou Talla, ministre de la Formation professionnelle, de l’Apprentissage et de l’Artisanat
- Mame Mbaye Niang, ministre de la Jeunesse, de l’Emploi et de la construction citoyenne
- Matar Ba, ministre des Sports
- Viviane Bampassy, ministre de la Fonction publique, de la Rationalisation des effectifs et du Renouveau du service public
- Khadim Diop, ministre de l’Intégration africaine, du NEPAD et de la Promotion de la bonne gouvernance
  - Birima Mangara, ministre délégué auprès du ministre de l'Économie, des Finances et du Plan, chargé du Budget
  - Moustapha Diop, ministre délégué auprès de la ministre de la Femme, de la Famille et de l’Enfance, chargé de la Micro-finance et de l’Économie solidaire
  - Fatou Tambédou, ministre déléguée auprès du ministre du Renouveau urbain, de l’Habitat et du Cadre de vie, chargée de la Restructuration et de la Requalification des banlieues
    - Souleymane Jules Diop, secrétaire d’État aux Sénégalais de l’Extérieur
    - Moustapha Lo Diatta, secrétaire d’État à l’Accompagnement et à la Mutualisation des organisations paysannes
    - Diène Faye, secrétaire d’État à l’Hydraulique rurale
    - Yakham Mbaye, secrétaire d’État à la Communication
    - Abdou Ndéné Sall, secrétaire d’État au Réseau ferroviaire national
    - Youssou Toure, secrétaire d’État à l’Alphabétisation et à la Promotion des langues nationales